# NGC 2359
NGC 2359 (również Mgławica Kaczka, Hełm Thora) – mgławica emisyjna znajdująca się w konstelacji Wielkiego Psa. Została odkryta 31 stycznia 1785 roku przez Williama Herschela. Mgławica ta znajduje się w odległości około 15 000 lat świetlnych od Ziemi. 

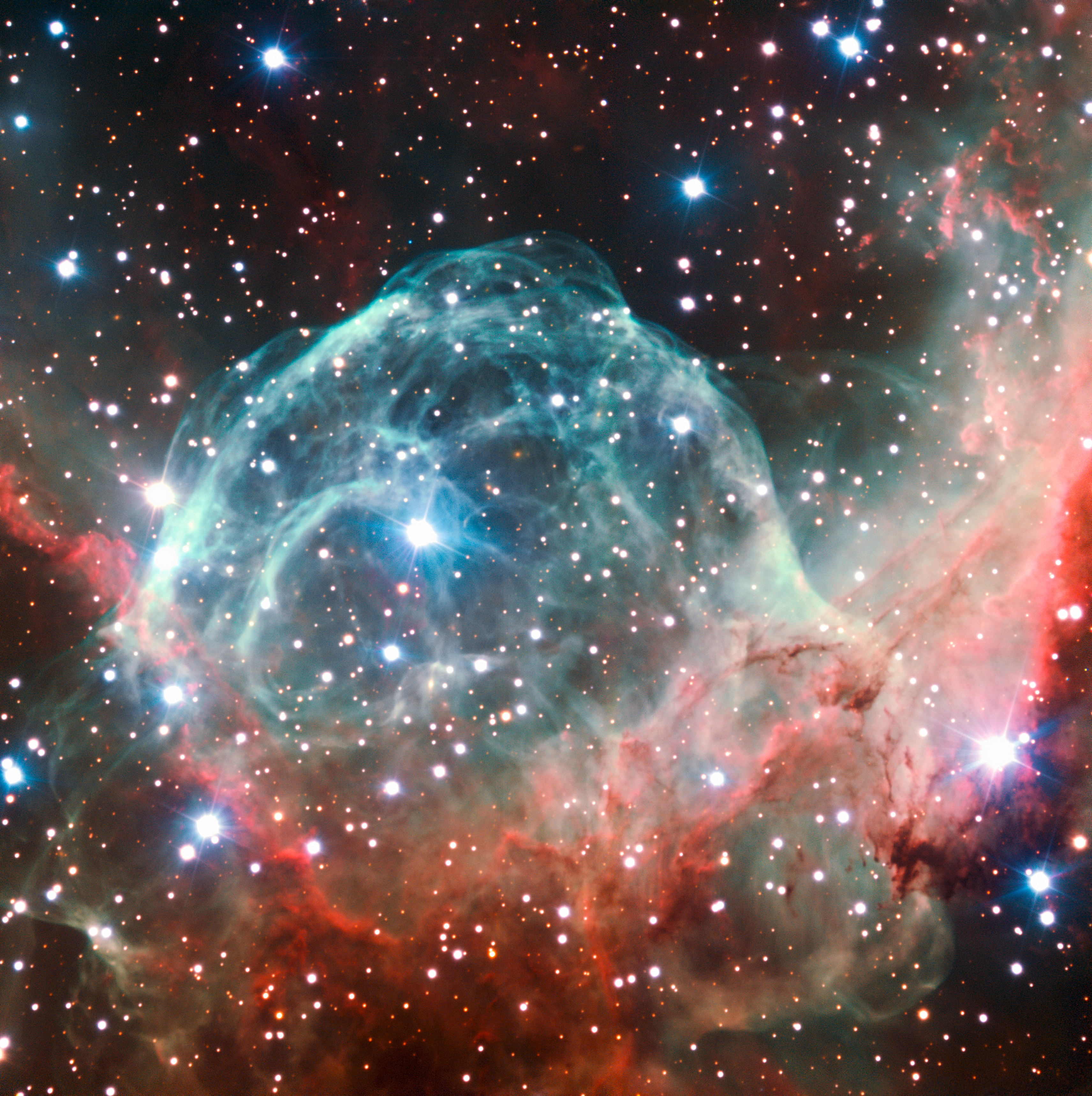
Mgławica NGC 2359, zdjęcie ESO

Wizualnie NGC 2359 kształtem przypomina hełm ze skrzydlatymi dodatkami i dlatego powszechnie jest nazywana „Hełmem Thora”. W rzeczywistości jest to międzygwiezdny bąbel wydmuchany przez szybki wiatr pochodzący od jasnej, masywnej gwiazdy centralnej. W centrum mgławicy znajduje się gwiazda Wolfa-Rayeta znana jako WR 7 (HD 56925). Jest to ekstremalnie gorący olbrzym znajdujący się w końcowym stadium swojej ewolucji, tuż przed wybuchem supernowej. Mgławica ta posiada wyraźnie włóknistą strukturę, a jej kolor jest pochodną silnej emisji tlenu znajdującego się w świecącym gazie.